# ماکس لورنتس
ماکس لورنتس (به آلمانی: Max Lorenz) بازیکن فوتبال و هافبک اهل آلمان است که از سال ۱۹۶۵ میلادی عضو تیم ملی فوتبال آلمان بوده‌است. وی در ۱۹ بازی ملی حضور داشته است و آخرین بازی ملی خود را در سال ۱۹۷۰ میلادی انجام داد. ماکس لورنتس در بازی‌های ملی‌اش ۱ گل به ثمر رساند.